# Некрасов, Николай Николаевич (экономист)
Никола́й Никола́евич Некра́сов (18 июня [1 июля] 1906, Иркутск — 1 мая 1984, Москва) — советский экономист, автор работ по размещению производства, академик АН СССР (1968). Лауреат Государственной премии СССР.

## Биография
- 1929 окончил экономический факультет Иркутского университета. В дальнейшем работал в следующих организациях:
- 1924—1932 Восточно-Сибирское отделение Геологического комитета
- 1932—1934 Сибирский НИИ углехимии
- 1934—1936 ВНИИ газа и искусственного жидкого топлива
- 1935—1947 Московский химико-технологический институт им. Менделеева, заведующий кафедрой организации производства и экономики химической промышленности[3].
- 1943—1944 Московский институт тонкой химической технологии им. Ломоносова
- 1944—1957 Московский инженерно-экономический институт им. Орджоникидзе
- 1957—1979 Совет по изучению производительных сил при Госплане СССР, председатель в 1966—1978

В 1958 избран членом-корреспондентом, а в 1968 — академиком Академии наук СССР, с 1970 руководил Советом по международным научным связям в области региональных исследований при Президиуме АН СССР.

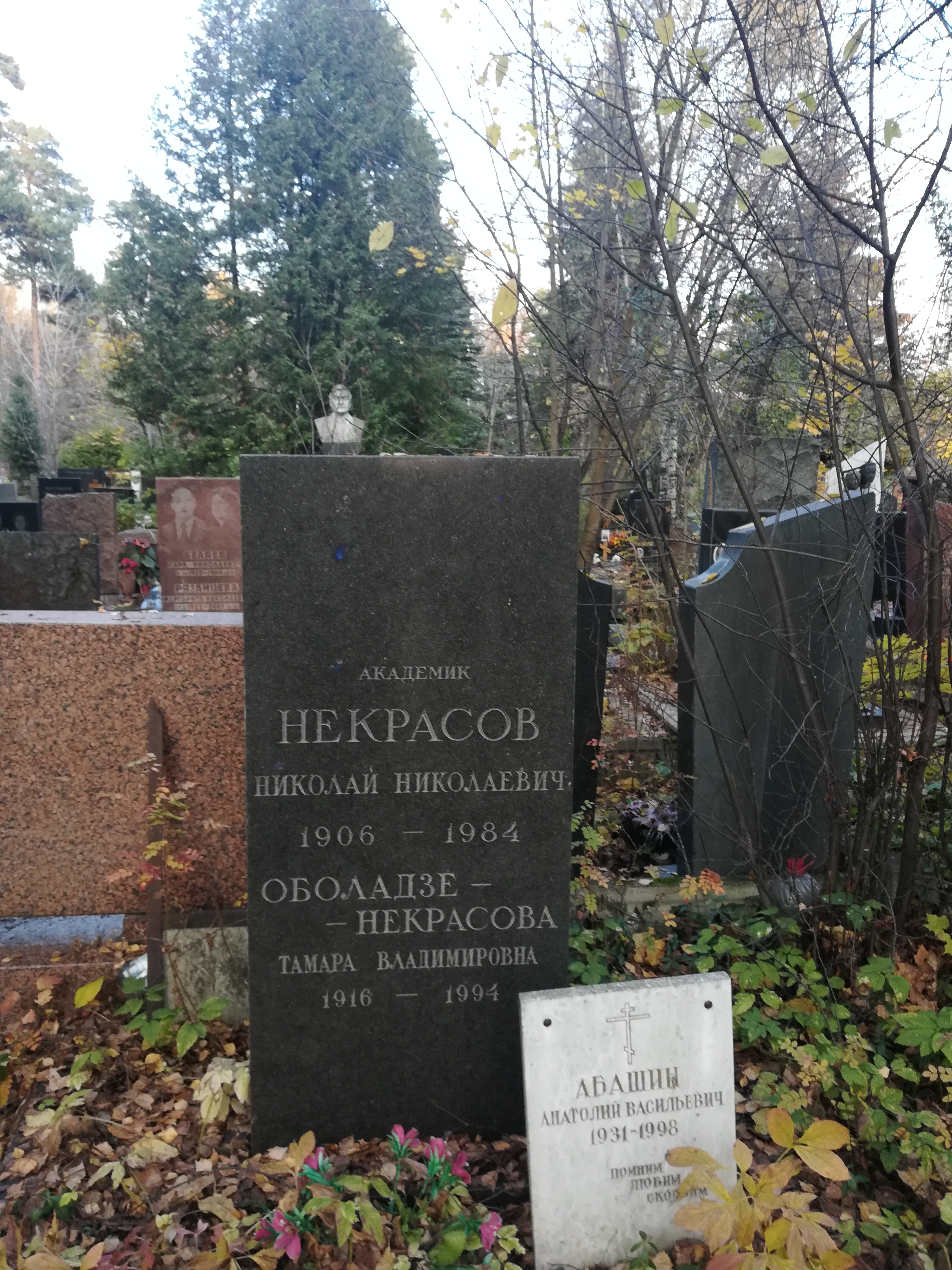
Могила Н. Н. Некрасова

Похоронен на Кунцевском кладбище.

## Научный вклад
Автор работ в области региональной экономики, экономики отдельных отраслей промышленности, социальных проблем размещения производства в СССР.
В 1962 выдвинул и обосновал идею разработки Генеральной схемы размещения производительных сил СССР на длительную перспективу в качестве обобщающего и объединяющего звена единой системы предплановых научных обоснований развития и размещения отраслей экономики, хозяйства республик и районов страны. Под руководством Некрасова для разработки порученной СОПСу Генеральной схемы размещения производительных сил СССР на период 1971—1980 гг. были составлены детальные методические указания и проведена научно-организационная работа по объединению усилий научных, проектных коллективов и плановых органов. В 1969—1979 под научным руководством Некрасова были разработаны Генеральные схемы размещения производительных сил на периоды 1976—1990 гг. и затем на 1986—2000 гг. Это был научный прогноз оптимальных территориальных пропорций экономики, её территориальной структуры, предплановый документ, обосновывавший меры по совершенствованию развития и размещения производства и социальной сферы.

### Основные работы
- 1940. Газификация в народном хозяйстве СССР, М.—Л.
- 1955. Химизация в народном хозяйстве СССР, М.
- 1957. Экономика химической промышленности, М.
- 1966. Научные проблемы генеральной схемы размещения производительных сил СССР
- 1972. Экономика СССР — взаимосвязанный народнохозяйственный комплекс, М.
- 1973. Проблемы сибирского комплекса, Новосибирск

## Награды
- Орден «Знак Почёта»(1953)
- Государственной премии СССР (1970),
- Орден Ленина (1973),
- Орден Трудового Красного Знамени (дважды 1966, 1971)[3]
- Орден Дружбы народов[5].